# Mikael Pernfors
Mikael Pernfors (* 16. Juli 1963 in Malmö) ist ein ehemaliger schwedischer Tennisspieler.

## Karriere
Sein einziges Finale bei einem Grand-Slam-Turnier erreichte er 1986, als er bei den French Open im Viertelfinale Boris Becker und im Halbfinale Henri Leconte ausschaltete. Im Endspiel unterlag er dann der damaligen Nummer 1, Ivan Lendl.
Mit dem schwedischen Team stand er 1986 im Davis-Cup-Endspiel, das Australien mit 3:2 gewann.
Nach vielen Verletzungen startete er 1993 sein Comeback, noch im selben Jahr konnte er das Finale des Kanada Masters gewinnen.
1996 beendete Mikael Pernfors seine Tenniskarriere, in der er drei Einzel- und einen Doppeltitel gewann. Seine beste Platzierung in der Weltrangliste erreichte er 1986 mit Position 10.
Seit 2009 spielt er auf der ATP Champions Tour.

## Erfolge
| Legende                       |
| Grand Slam                    |
| Tennis Masters Cup            |
| ATP Masters Series (1)        |
| ATP International Series Gold |
| ATP International Series (3)  |
| ATP Challenger Tour (6)       |

### Einzel

#### Turniersiege

##### ATP Tour
| Nr. | Datum              | Turnier     | Belag     | Finalgegner       | Ergebnis      |
| --- | ------------------ | ----------- | --------- | ----------------- | ------------- |
| 1.  | 25. September 1988 | Los Angeles | Hartplatz | Andre Agassi      | 6:2, 7:5      |
| 2.  | 9. Oktober 1988    | Scottsdale  | Hartplatz | Glenn Layendecker | 6:2, 6:4      |
| 3.  | 1. August 1993     | Montreal    | Hartplatz | Todd Martin       | 2:6, 6:2, 7:5 |

##### Challenger Tour
| Nr. | Datum            | Turnier        | Belag | Finalgegner      | Ergebnis      |
| --- | ---------------- | -------------- | ----- | ---------------- | ------------- |
| 1.  | 28. Oktober 1985 | Porto Alegre   | Sand  | Karel Nováček    | 6:2, 6:3      |
| 2.  | 20. April 1992   | Birmingham (1) | Sand  | Luiz Mattar      | 7:6, 6:4      |
| 3.  | 19. April 1993   | Birmingham (2) | Sand  | Claudio Mezzadri | 7:6, 6:3      |
| 4.  | 24. Mai 1993     | Bochum         | Sand  | Sergio Cortés    | 6:4, 0:6, 6:2 |
| 5.  | 31. Mai 1993     | Fürth          | Sand  | Bart Wuyts       | 6:4, 1:6, 6:3 |
| 6.  | 6. Dezember 1993 | Bermuda        | Sand  | Sláva Doseděl    | 6:4, 6:3      |

#### Finalteilnahmen
| Nr. | Datum            | Turnier     | Belag     | Finalgegner  | Ergebnis      |
| --- | ---------------- | ----------- | --------- | ------------ | ------------- |
| 1.  | 26. Mai 1986     | French Open | Sand      | Ivan Lendl   | 3:6, 2:6, 4:6 |
| 2.  | 15. Februar 1988 | Memphis     | Hartplatz | Andre Agassi | 4:6, 4:6, 5:7 |

### Doppel

#### Turniersieg
| Nr. | Datum        | Turnier    | Belag | Partner           | Finalgegner                | Ergebnis      |
| --- | ------------ | ---------- | ----- | ----------------- | -------------------------- | ------------- |
| 1.  | 13. Mai 1989 | Charleston | Sand  | Tobias Svantesson | Aqustin Moreno Jaime Yzaga | 6:4, 4:6, 7:5 |

#### Finalteilnahmen
| Nr. | Datum            | Turnier   | Belag     | Partner        | Finalgegner             | Ergebnis |
| --- | ---------------- | --------- | --------- | -------------- | ----------------------- | -------- |
| 1.  | 13. Juli 1987    | Stuttgart | Sand      | Magnus Tideman | Rick Leach Tim Pawsat   | 3:6, 4:6 |
| 2.  | 15. Februar 1988 | Memphis   | Hartplatz | Peter Lundgren | Kevin Curren David Pate | 2:6, 2:6 |